# Cancer (groupe)
Pour les articles homonymes, voir Cancer (homonymie).
Cancer est un groupe de death metal britannique, originaire de Telford, en Angleterre. Formé en 1987, il comprend trois membres, John Walker à la guitare et au chant, Carl Strokes à la batterie, et Ian Buchanan à la basse.
Le groupe sort en 1990  To the Gory End, leur premier album. En 1991, le groupe s'adjoint les services de James Murphy, guitariste mythique de death metal, qui avait joué avec Death et Obituary, formations de Floride qui était les pionniers du death metal au niveau mondial. Donc avec James Murphy, le groupe enregistre Death Shall Rise, un grand album de death metal, dans la lignée de To the Gory End. En 1993, James Murphy quitte le groupe, il rejoindra ensuite Testament, groupe de thrash metal californien  et le groupe le remplacera par Barry Savage.
Le groupe publiera encore deux albums, The Sins of Mankind, en 1993, Black Faith, puis en 1996, Cancer se sépare. En 2003, John Walker et Carl Strokes reforme le groupe avec deux nouveaux membres, Adam Richardson à la basse et Rob Engvikson à la guitare. Engvikson fut remplacé rapidement par Dave Leich, ainsi le groupe sortira en 2005 sont cinquième album Spirit in Flames. Finalement le groupe se séparera en 2006, avant de se reformer en septembre 2013.

## Biographie

### Débuts etTo the Gory End(1988–1990)
Cancer est formé une nuit en 1988 à Ironbridge, Telford par le batteur Carl Stokes, le guitariste John Walker et le bassiste Ian Buchanan. Le groupe se met rapidement à enregistrer deux démos, No Fuckin' Cover, au studio Pits de Birmingham, dirigé par l'ex-chanteur des Starfighters, Steve Burton. La démo est produite par Stevie Young (neveu d'Angus Young du groupe AC/DC et mixé par « Big » Mick Hughes. Le groupe commence à jouer en live, avec un premier concert à Birmingham ouvrant pour Bomb Disneyland, et d'autres concerts avec Bolt Thrower, Cerebral Fix et GBH.
Une seconde session de démos est effectuée en 1989, et suit peu après d'un album live bootleg intitulé Bloodbath in the Acid, enregistré au Wrexham Memorial Hall et distribué par le label Headache. Cependant, No Fuckin' Cover permet à Cancer de signer avec le label Vinyl Solution et, en hiver 1989, publie son premier album, To the Gory End, enregistré pendant quatre jours aux studios Loco à Usk. Il est mixé par Scott Burns (producteur) aux Morrisound Studios, et publié en avril 1990. Le groupe tourne ensuite avec Obituary et Deicide.

### Death Shall RiseetThe Sins of Mankind(1991–1993)
Cancer se lance dans son deuxième album aux Reel to Reel Studios de Telford aux côtés de l'ingénieur-son Tony Higley. En février 1991, ils s'envolent pour la Floride afin de commencer à enregistrer Death Shall Rise avec Scott Burns aux Morrisound Studios. Ils recrutent le guitariste James Murphy (d'Agent Steel et Obituary) à la guitare solo, et Glen Benton de Deicide pour les chœurs sur la chanson Hung, Drawn and Quartered. Publié en avril 1991, l'album gagne une certaine notoriété après avoir été banni en Allemagne, de par ses paroles violentes et sa couverture qui inciterait les jeunes à se taper dessus. L'album est classé 27e du top 40 des albums de death metal établi par le magazine Terrorizer.
James Murphy quitte le groupe en décembre 1991 pour former Disincarnate et est remplacé par Barry Savage. Cet événement suit d'une tournée aux États-Unis, au Mexique, à Israël et en Europe. Le groupe enregistre son troisième album, The Sins of Mankind, avec Simon Efemey aux Windings Studios de Wrexham en décembre 1992. Après cette sortie au label Vinyl Solution en juin 1993, Cancer embarque dans une tournée européenne avec Cerebral Fix. Des problèmes font surface ; le batteur Stokes heurte violemment un van de British Telecom avec sa moto, et est remplacé par Nicholas Barker (plus tard de Cradle of Filth et Dimmu Borgir) pour les concerts qui suivent.

### Black Faithet séparation (1994–1996)
En 1994, Cancer quitte Vinyl Solution et signe au label East West Records pour une distribution internationale, l'un des premiers groupes de death metal à faire comme tel. Ils entrent aux Great Linford Studios de Milton Keynes, de nouveau avec Simon Efemey, pour enregistrent leur quatrième album, Black Faith ; l'album est ensuite mixé aux Brittania Row Studios de Pink Floyd. Stokes aurait utilisé un os pour les percussions sur Temple Song, et l'album est accueilli d'une manière mitigée ; certains le comparent à la période Black Faith de Metallica, et d'autres le considèrent comme le « Heartwork du pauvre. » Après une brève tournée européenne avec Meshuggah, Cancer décide de se séparer à cause du « manque de motivation de certain et de conneries liés au label. »

### Réunion (depuis 2013)
Le 12 septembre 2013, la formation originale de Cancer est annoncée en soutien à leurs trois premiers albums (To the Gory End, Death Shall Rise et The Sins of Mankind) qui seront réédités au label Cyclone Empire Records plus tard la même année. Ils prévoient aussi quelques concerts. Le 22 septembre 2015, Cancer annonce sur Facebook un nouvel album.

## Membres

### Membres actuels
- John Walker - chant, guitare
- Ian Buchanan - basse
- Carl Stokes - batterie

### Anciens membres
- James Murphy - guitare
- Barry Savage - guitare
- Dave Leitch - guitare
- Rob Engvikson - guitare
- Adam Richardson - basse

## Discographie
- 1990 : To the Gory End
- 1991 : Death Shall Rise
- 1993 : The Sins of Mankind
- 1995 : Black Faith
- 2004 : Corporation (EP)
- 2005 : Spirit in Flames